# Pura (Christentum)
Pura (lateinisch die Reine) war der Legende nach eine Märtyrerin der christlichen Frühzeit.

## Legende
Pura soll als Christin in Antiochia gelebt haben und sollte auf Befehl des Kaisers wegen ihres Glaubens zur Strafe in ein Bordell gebracht werden. Auf ihr Gebet hin kam ein junger Mann, auch als Engel in Menschengestalt aufgefasst, und befahl ihr, mit ihm die Kleider zu tauschen. Ein Soldat, der das vermeintliche Mädchen zu vergewaltigen suchte und im Kampf besiegt wurde, meldete dem Kaiser den Vorfall. Die Angelegenheit wurde untersucht und der Schwindel entdeckt. Der Kaiser verurteilte den verkleideten Stellvertreter zum Tod durch den Scheiterhaufen. Daraufhin eilte Pura zum Hinrichtungsort und bot an, an Stelle ihres Retters zu sterben, was dieser ablehnte. Daraufhin wurden sie beide auf den Scheiterhaufen gebracht,  aber der junge Mann führte das Mädchen in den Himmel, worauf sich viele Heiden taufen ließen.

## Rezeption
Die Legende von Pura begegnet ab dem 16. Jahrhundert in literarischer Gestalt. 1570 erschien in Nürnberg das schön new Meysterlied „Pura die Jungkfraw vnd heylig Märterin“ von Hans Sachs. Wie aus den beiden Anfangszeilen Sanctus Ambrosius beschrieb / Als Val.ns der schnöd keyser trieb deutlich ist, verlegte er die Legende vom Martyrium der Pura in die Zeit des Kaisers Valens und gab als Quelle den heiligen Ambrosius an.
Wenig später ist der Märtyrertod der Pura Thema eines Lieds in dem im Jahr 1585 erschienenen Gesangbuch der Täufer Aussbund Etlicher schöner Christlicher Geseng, wie die in der Gefengnuss zu Passaw im Schloss von den Schweitzern vnd auch von andern rechtgläubigen Christen hin vnd her gedicht worden. Allen vnd jeden Christen, welcher Religion sie auch seien, vnparteilich vnd fast nützlich zu brauchen. Diese balladenhaften Liedtexte verherrlichen nicht nur Märtyrer aus dem Kreis der Täufer, sondern stellen auch Heilige vor, deren Schicksal im Sinn der Täufer interpretiert werden konnte.
Eine weitere poetische Behandlung dieses Stoffs unternahm der Medizinprofessor, Publizist und Dichter geistlicher Lieder Stephan August Winkelmann. Im Göttinger Musen-Almanach für das Jahr 1803 erschien sein Gedicht Pura.
Diesen Text bearbeitete wenig später Achim von Arnim und nahm ihn in den ersten Teil seiner und Clemens von Brentanos Anthologie Des Knaben Wunderhorn, erschienen 1806, auf.